# Americká idyla
Americká idyla (v originále American Pastoral) je román amerického spisovatele Philipa Rotha z roku 1997. Děj se odehrává v Nové Anglii během války ve Vietnamu, tématem je především asimilace přistěhovalců. Vypravěč románu, Rothovo spisovatelské alter ego Nathan Zuckerman, konkretizuje tuto problematiku na příkladu dvou rozdílných rodin, židovské a irských katolíků. V roce 1998 získal Roth za tento román Pulitzerovu cenu. Kniha v Česku poprvé vyšla roku 2005 v nakladatelství Volvox Globator v překladu Rudolfa a Luby Pellarových.

## Děj
Příběh vypráví bezdětný a osamělý spisovatel Nathan Zuckerman, který se setkává na školním srazu se svým bývalým spolužákem, Jerrym Levovem. S jeho pomocí rekonstruuje život jeho bratra Seymoura Levova, kterému díky jeho blonďatým vlasům přezdívali „Švéd“. Jejich židovští prarodiče se do Ameriky přistěhovali z Evropy. Otec obou bratrů, Lou Levov, se věnoval rukavičkářství a v Newarku vybudoval světoznámou firmu Newark Maid. Seymour na střední škole vynikal ve všech sportech, stal se hvězdou v basketbalu, americkém fotbalu a na své spolužáky zapůsobil tak mocně, že vzpomínky na něho v jejich pamětech vyvstávají stále živě. Po střední škole přes otcův nesouhlas vstoupí do amerického námořnictva, aby pomohl své vlasti, které se snažil co nejvíce přizpůsobit, v boji proti Japonsku na konci druhé světové války. Po návratu odmítl všechny nabídky slavných univerzit, které si přály, aby za něj hrál, místo toho vystudoval nevýznamnou univerzitu, kde se seznámil se svou ženou Dawn Dwyerovou, dcerou irských přistěhovalců. Dawna musí jako irská katolička přesvědčit Loua Levova o tom, že se může stát synovou manželkou. Po škole vstoupil Seymour do otcovy firmy, musel projít všemi profesemi, které v továrně probíhají. Po otcově odchodu na odpočinek se řízení společnosti ujal sám.
Spolu s Dawn vychovává dceru Merredith, vše se jeví jako dokonalá americká idyla. Ovšem Merry dospívá během války ve Vietnamu, začne se přátelit s jejími odpůrci a sama proti ní začne vystupovat. Aktivita vrcholí výbuchem bomby v oldrimrockém koloniálu, která zabije místního obětavého lékaře. Bombu nastražila Merry, která se po zbytek života musí ukrývat před FBI, jež po ní intenzivně pátrá. Putuje Amerikou, v Chicagu nastraží další výbušninu, která tentokrát usmrtí tři lidi. Musí dále prchat, samostudiem se snaží najít způsob života po ukončení války. Stane se džinistkou, bydlí a pracuje nedaleko otcovy továrny v Newarku. Otce během jejího útěku kontaktuje válečná aktivistka Rita Cohenová, která mu předává zprávy o dceři a chce peníze, nakonec mu prozradí dceřinu adresu a Švéd se za ní vydává, najde ji jako trosku, zjistí, že byla několikrát znásilněna, což mu po zbytek života neustále vyvstává v paměti. Kvůli džinismu se Merry o sebe nestará, aby nezahubila jiné bytosti, Švédovi se z ní udělá špatně a pozvrací se jí do obličeje. Uteče a vše vypráví svému kariéristickému bratrovi.
Zuckerman se se Švédem setká na jeho pozvání, myslí, že mu má pomoci napsat hodl jeho otci. Na školním srazu ovšem zjistí, že Švédům život nebyl až tak idylický, jak Seymour při jejich setkání vyprávěl. Podobně jako Nathan prožil rakovinu prostaty, ovšem na rozdíl od něj se pro Švéda stala smrtelnou, zjistí pravdu i o jeho dceři, o které se napíše román.

## Postavy
- Merry - dcera Seymoura Levova a Dawn Dwyerové, vyrůstá v idylické rodině, pomáhá matce na statku, její jedinou vadou je koktání, kterého se přes veškeré úsilí nemůže zbavit. V 60. letech ji upoutá televizní přenos upálení se vietnamského mnicha. Začne se zabývat vietnamskou válkou, spřátelí se s aktivisty, kteří proti ní bojují. Jako vrchol svého odporu nastraží bombu v místním koloniálu, která usmrtí místního lékaře. Uprchne, toulá se Amerikou, v Chicagu pomocí výbušniny zabije další tři lidi. Nakonec se stane džinistkou, pracuje v továrně na konzervy a bydlí v brlohou nedaleko otcovy továrny, její životní styl ji zbavil koktání.
- Seymour „Švéd“ Levov - středoškolská sportovní hvězda, na konci druhé světové války se přihlásí do armády, aby pomohl nové vlasti porazit Japonsko. Po návratu vystuduje Uppsala College, přestože má nabídky z prestižních škol, poté se vypracuje od píky v otcově továrně, přes jeho nesouhlas si vezme irskou katoličkou Dawn Dwyerovou, se kterou vychovává dceru Merry. Vše se zdá naprosto idylické, ovšem po Merryině protiválečném aktivismu se vše zhroutí. Nakonec tahle středoškolská hvězda dostane rakovinu prostaty, která se mu stane osudnou.
- Dawn Dwyerová - dcera irských katolíků, kteří se přistěhovali do Ameriky. Aby pomohla otci, instalatérovi, s placením bratrova školného, přihlásí se do soutěže Miss New Jersey, kterou vyhraje, ovšem při postupu na Miss Amerika nebyla vybrána. Celý život trpí tím titulem Miss New Jersey, všem se snaží vysvětlovat, že se do soutěže přihlásila jen kvůli penězům na bratrovo školné, ovšem ví, že jí nikdo nevěří. Vezme si Švéda Levova, vychovává dceru Merry, se kterou ovšem není spokojená, neboť dívka koktá a rozhodně nezdědila matčinu krásu. Aby zastínila titul miss, začne budovat farmu s dobytkem, která přestože nevydělává, dozná ocenění. Po výbuchu Merryiny bomby se zhroutí a musí se léčit v sanatoriu.

## Česká vydání
- Americká idyla, přeložili Rudolf a Luba Pellarovi, Volvox Globator, 2005, ISBN 80-7207-563-2
- Americká idyla, přeložili Rudolf a Luba Pellarovi, Mladá fronta, 2009, ISBN 978-80-204-1762-6